# Phra Nakhon
Phra Nakhon ((TH)  พระนคร) è uno dei 50 distretti (khet) di Bangkok, in Thailandia. È il distretto centrale della città e comprende l'isola di Rattanakosin. Confina con i seguenti altri distretti: Dusit, Pom Prap Sattru Phai, Samphanthawong, e al di là del fiume Chao Phraya con Thonburi, Bangkok Yai, Bangkok Noi e Bang Phlat.
Il distretto è delimitato a nord dal canale (khlong) Phadung Krung Kasem, a est dal khlong Ong Ang e dalla grande strada thanon Ratchadamnoen, a sud e a ovest dal fiume Chao Phraya. Nel 2005 la parte di riviera sul Chao Phraya del distretto è stata proposta all'UNESCO come un futuro patrimonio dell'umanità.

## Storia
La zona dove sorge l'isola di Rattanakosin, che copre la maggior parte del territorio del distretto, era occupata nel XVIII secolo da una comunità di immigranti cinesi dediti al commercio, ed il villaggio si chiamava Bang Makok (dal quale viene il nome della città di Bangkok). Nel 1782, il re Rama I spostò la capitale da Thonburi a Bang Makok, assegnandole un lungo nome cerimoniale la cui abbreviazione è Krung Thep, il nome con cui tuttora i thai chiamano Bangkok. L'area del distretto è quindi il primo nucleo attorno al quale è stata costruita la capitale, ne fanno testimonianza gli antichi e sontuosi edifici reali costruiti al suo interno.
Con l'espansione di Bangkok, l'attuale distretto di Phra Nakhon divenne un amphoe (อำเภอ), come erano allora chiamati i distretti di Bangkok, e prese il nome di amphoe Chana Songkhram (อำเภอชนะสงคราม). Nel 1915, quando furono insediati in città i 25 nuovi amphoe, i confini del distretto furono modificati. Nel 1928, sei di questi 25 amphoe furono uniti per formare l'amphoe Phra Nakhon. Nel 1972 l'amministrazione di Bangkok fu riformata, la città assorbì la vicina Thonburi, e i distretti cambiarono il nome da amphoe a khet. È da allora che il distretto ha preso il nome di khet Phra Nakhon. Nel resto della Thailandia i distretti continuano a chiamarsi amphoe.

## Luoghi principali di interesse
- Lak Mueang, il santuario delle colonne della città, considerato il centro di Bangkok.
- Il Grande palazzo reale, maestoso complesso di edifici che ospitano la residenza ufficiale del re, anche se l'attuale sovrano Vajiralongkorn ha mantenuto la propria residenza alla Villa Amphorn Sathan,[1] situata nel comprensorio di Palazzo Dusit.
- Wat Phra Kaew, complesso templare considerato la cappella reale, fa parte del Grande Palazzo Reale ed ospita il palladio della monarchia thai, il Buddha di Smeraldo.
- Sanam Luang, la piazza reale, vasto spazio pubblico situato di fronte al Grande Palazzo Reale, che ospita spesso manifestazioni ed eventi politici, musicali, cerimoniali etc.
- Il museo nazionale di Bangkok, situato nel complesso di edifici che in passato ospitarono il Palazzo Davanti, residenza ed appellativo spettanti all'erede al trono. È situato sul lato occidentale di Sanam Luang.
- La sede centrale delle università Thammasat e Silpakorn.
- I complessi templari di Wat Pho, che ospita la scuola di massaggi più antica della Thailandia, di Wat Mahathat Yuwaratrangsarit, di Wat Suthat, di Wat Ratchanadda e di Wat Bowonniwet.
- Il Monumento alla Democrazia, situato nella grande strada thanon Ratchadamnoen, è un imponente gruppo di statue inaugurato nel 1940 in ricordo della rivoluzione siamese del 1932.
- La strada Thanon Khaosan, polo di attrazione turistica e commerciale, di intrattenimento e pernottamento per turisti backpapers.
- La vecchia fortezza Phra Sumen, attorno alla quale è situato il parco Santichaiphrakarn, molto frequentato dai turisti.
- Il teatro reale Sala Chalermkrung, il più vecchio cinema della Thailandia, oggi trasformato in teatro che ospita spettacoli di danze tradizionali thailandesi.[2]
- Il grande mercato dei fiori Pak Khlong Talat.
- L'Altalena gigante.
- Il quartiere indiano di Phahurat (พาหุรัด), situato attorno all'omonima strada thanon Phahurat. Fatto costruire a cavallo tra il XIX secolo ed il XX dal re Rama V, ha visto negli anni successivi lo stanziamento di una grande comunità indiana. Vi ha sede un vasto mercato, attiguo a quello di Yaowarat, dove è possibile acquistare prodotti di artigianato indiano e consumare cibi indiani.

## Sotto-distretti
Il distretto è suddiviso in 12 sotto-distretti (Khwaeng).
| 1. | Phra Borom Maha Ratchawang | พระบรมมหาราชวัง |  | 7.  | Bowon Niwet     | บวรนิเวศ    |  |
| 2. | Wang Burapha Phirom        | วังบูรพาภิรมย์     |  | 8.  | Talat Yot       | ตลาดยอด    |  |
| 3. | Wat Ratchabophit           | วัดราชบพิธ       |  | 9.  | Chana Songkhram | ชนะสงคราม  |  |
| 4. | Samran Rat                 | สำราญราษฎร์     |  | 10. | Ban Phan Thom   | บ้านพานถม   |  |
| 5. | San Chaopho Suea           | ศาลเจ้าพ่อเสือ    |  | 11. | Bang Khun Phrom | บางขุนพรหม  |  |
| 6. | Sao Chingcha               | เสาชิงช้า        |  | 12. | Wat Sam Phraya  | วัดสามพระยา |  |